# Le Cours
Le Cours (in bretone: Ar C'hour) è un comune francese di 573 abitanti situato nel dipartimento del Morbihan nella regione della Bretagna.

## Società

### Evoluzione demografica
Abitanti censiti